# Fridtjof Nansens Land

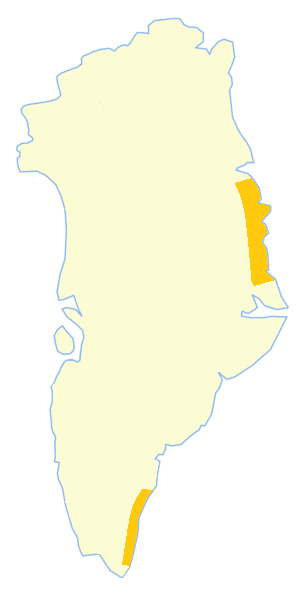
Das südliche gelb markierte Gebiet ist Fridtjof Nansens Land, das nördliche Eirik Raudes Land

Fridtjof Nansens Land war der inoffizielle Name für ein Territorium an der südlichen Ostküste Grönlands, das von Norwegen am 12. Juli 1932 proklamiert und bis zum 5. April 1933 besetzt war. Es war benannt nach dem norwegischen Polarforscher Fridtjof Nansen. Der Name war zeitweilig auch für das Franz-Josef-Land vorgesehen.

## Vorgeschichte
Am Anfang des 19. Jahrhunderts war die Ostküste Grönlands weitgehend unbekannt. Vor diesem Hintergrund beschloss der dänische König Friederich VI., eine Expedition auszusenden, deren Ziel unter anderem die Sicherung der dänischen Ansprüche auf ganz Grönland war. Mit der Expedition wurde Wilhelm Graah beauftragt. Nach einer Überwinterung in Nanortalik nahe der Südspitze Grönland brach die Expedition am 21. März 1829 auf, um die grönländisch Ostküste beginnend im Süden zu erkunden, und erreichte am 21. August bei 65° 15′ 36″ ihren nördlichsten Punkt. Graah hisste die dänische Flagge auf der Insel Dannebrogsø und nahm den gesamten von ihm entdeckten Landstrich als Kong Frederik VI Kyst für die dänische Krone in Besitz.
Norwegen betrachtete Grönland damals als einen alten norwegischen Besitz und weigerte sich, die dänische Oberhoheit über die unbesiedelten Gegenden der Insel anzuerkennen. Zur Sicherung der eigenen Interessen hatte das Land am 27. Juni 1931 ein Gebiet in Nordostgrönland für sich proklamiert, das den Namen Eirik Raudes Land erhielt. Dieses lag nördlich von Ittoqqortoormiit. Der zwischenstaatliche Konflikt wurde durch Dänemark vor den Ständigen Internationalen Gerichtshof gebracht.
Direkt nach der Annexion von Eirik Raudes Land unternahm Knud Rasmussen vom 20. August bis zum 3. Oktober 1931 seine Sechste Thule-Expedition nach Südostgrönland, das Gebiet südlich von Tasiilaq bis zum Kap Farvel. Im selben Jahr wurde von norwegischer Seite aus Finn Devold (1902–1977) mit fünf anderen nach Südostgrönland geschickt, wo sie drei Wetterstationen errichteten: Finnsbu (63° 22′ 57″ N, 41° 18′ 4″ W), Vogtsbu (63° 3′ 30″ N, 41° 45′ 26″ W) und Trollbotn (63° 28′ 7″ N, 41° 54′ 1″ W). Eine weitere Expedition sollte eigentlich zum Kangersertuaq zwischen Ittoqqortoormiit im Norden und Tasiilaq im Süden führen, wurde aber wegen der schlechten Terrainverhältnisse zum südostgrönländischen Kangerluaraq verlegt, welcher nach dem Expeditionsleiter Ole Mortensen den Namen Mortensenfjorden erhielt. Nach dem Ertrinken Mortensens und schlechter Jagderträge zog man sich von dort sowie von den drei anderen Stationen von Finn Devold im Juli 1932 wieder zurück.
Knud Rasmussen sollte 1932 seine Siebte Thule-Expedition in Südostgrönland durchführen, während Norwegen eine Expedition unter Peter S. Brandal (1870–1933) plante. Beide Seiten waren mit den Plänen der anderen vertraut. Der dänische Staatsminister Thorvald Stauning informierte die norwegische Regierung im Juni 1932, dass geplant war, Knud Rasmussen zum Verwalter des Gebiets zu ernennen. Zugleich sollte Ejnar Mikkelsen die Verwaltung des unbewohnten Gebiets zwischen Ittoqqortoormiit im Norden und Tasiilaq im Süden übertragen werden. Lauge Koch sollte im Rahmen seiner Dreijahresexpedition von 1931 bis 1934 von dänischer Seite aus die Verwaltung Nordostgrönlands, das Norwegen als Eirik Raudes Land für sich beanspruchte, übertragen bekommen. Dagegen meldete die norwegische Regierung am 5. Juli 1932 bei der dänischen Regierung ihren Protest an. Ein Treffen zwischen dem norwegischen Botschafter in Dänemark Hans Emil Huitfeldt-Kaas (1869–1948) und Staats- und Außenminister Stauning am 9. Juli brachte keine Einigung.

## Annexion
Am 12. Juli 1932 gab König Haakon VII. in einer Königlichen Resolution bekannt, dass der grönländische Küstenabschnitt zwischen 60° 30′ N und 63° 40′ N fortan ein Teil Norwegens sei. Das Gebiet erstreckte sich zwischen dem Kangerlussuatsiaq (Lindenow Fjord) im Süden (60° 30′ 0″ N, 43° 2′ 12″ W) und dem Ittilivartiip Kangersertivaa (Bernstorff Isfjord) im Norden (63° 40′ 0″ N, 40° 29′ 31″ W). Zugleich gab Finn Devold per Telegramm bekannt, in Finnsbu die norwegische Flagge gehisst zu haben. Vorausgegangen war dem ein Treffen zwischen Gustav Smedal (1888–1951), Adolf Hoel und Fredrik Marstrander (1881–1946) mit der norwegischen Regierung am 8. Juli, wo diese der Okkupation zugestimmt hatte. Am 13. Juli wurde die dänische Regierung über die Annexion informiert, welche den Internationalen Gerichtshof über die Entwicklungen informierte. Norwegen bat derweil ebendort um eine Anerkennung der norwegischen Ansprüche.
Die Motivation für die zweite Annexion war sowohl die Stärkung der norwegischen Ansprüche auf Ostgrönland, aber auch wirtschaftliche Erträge durch Jagd und Fischerei an der Küste. Nach außen hin sprach man jedoch von einer Aktion in Notwehr, um der Verwaltung der Gebiete durch Knud Rasmussen zuvorzukommen, die die Ansprüche unterminiert hätten. Man befürchtete zudem eine Ansiedlung von Grönländern in dem Gebiet, wie es 1924/25 bereits in Ittoqqortoormiit geschehen war, um sich einen Vorteil in der Urteilsfindung am Internationalen Gerichtshof zu verschaffen.
Im Zuge von Brandals Expedition wurde 1932 die Station Torgilsbu (60° 32′ 0″ N, 43° 11′ 0″ W) im Fjord Nanuuseq errichtet, der auf Norwegisch den Namen Øyfjorden erhielt.

## Zurückweisung der Ansprüche durch den Internationalen Gerichtshof
Der Internationale Gerichtshof war mit der Urteilsfindung in Sachen Eirik Raudes Land beauftragt worden. Nachdem Norwegen auch Südostgrönland beansprucht hatte und um Anerkennung bat, meinte der Gerichtshof, dass dies eines eigenen Gerichtsverfahrens bedürfe. Nach längerer Verhandlung und Untersuchung entschied er am 5. April 1933 in allen Punkten zu Gunsten von Dänemark. Das Urteil bezog sich nur auf Eirik Raudes Land, war aber so formuliert, dass alle norwegischen Aktivitäten an der grönländischen Ostküste gemeint gewesen sein könnten. Aufgrund dieser Formulierung verzichtete Norwegen auf einen zweiten Prozess um Südostgrönland und gab alle seine Ansprüche auf Grönland auf.
Die Station Finnsbu wurde nach dem Urteil aufgegeben, während Torgilsbu bis 1940 weiterbetrieben wurde. Im September 1940 wurde die Station zerstört, um einer Übernahme durch das Deutsche Reich zuvorzukommen, das fünf Monate zuvor bereits Norwegen besetzt hatte.

## Name
In der Königlichen Resolution wurde das Gebiet nicht mit einem Namen versehen. Bereits am Tag nach der Annexion sagte Gustav Smedal am 13. Juli, dass Gunnbjørns Land ein geeigneter Name wäre, benannt nach Gunnbjörn Úlfsson, einem Wikinger, der Grönland als erster Europäer gesichtet hatte. Am 14. Juli schlug die Osloer Zeitung Dagbladet vor, dass der Name Fridtjof Nansens Land nach Fridtjof Nansen gebraucht werden sollte. Auch der Name (je nach Dialekt) Sudaustlandet, Sydaustlandet bzw. Sydøstlandet war üblich. Finn Devold sprach sich kurz darauf für den Namen Fridtjof Nansens Land aus, welcher fortan häufig gebraucht wurde. Daneben war der Name in Norwegen damals für das russische Franz-Joseph-Land üblich. Nach dem Urteil geriet der Name wieder in Vergessenheit. In der relevanten Fachliteratur taucht er nicht mehr auf. Erst 2004 wurde er durch Susan Barr in Norsk Polarhistorie (S. 407) wieder erwähnt. Axel Fiedler und Truls Lynne Hansen zeigten Unverständnis für diesen Namen bzw. dessen Herkunft, vor allem da der 1930 verstorbene Fridtjof Nansen bekannt dafür gewesen war, Grönland als Land der Inuit anzuerkennen und somit die norwegischen Ansprüche nicht guthieß.